# Moserius percoi
Moserius percoi é uma espécie de crustáceo da família Trichoniscidae.
É endémica da Eslovénia.